# Jules de Koenigswarter
Pour les articles homonymes, voir Koenigswarter.
 (juillet 2016).
Pour les autres membres de la famille, voir Famille von Königswarter.
Le baron Jules de Koenigswarter, né le 7 mars 1904 à Paris et mort le 15 février 1995 à Malaga, est un militaire, Compagnon de la Libération et un diplomate français.

## Biographie
Fils du baron Louis de Koenigswarter, président du Tribunal de la Seine et membre éminent de la communauté juive ashkénaze, Jules de Koenigswarter suit des études au lycée Janson-de-Sailly, puis à l'École des mines de Paris (promotion 1924). Il devient chef des études financières à la Banque de Paris et des Pays-Bas.
Il épouse en premières noces Nadine Raphaël, fille de Maurice Raphaël et de Jenny Cahn, et nièce de David David-Weill. Elle meurt en couches à l'âge de 20 ans. Devenu veuf, il se marie en 1935 à Kathleen Annie Pannonica Rothschild, fille de Charles Rothschild et de Rózsika von Wertheimstein, la future amie de tous les jazzmen et connue par la suite sous le nom de Nica de Koenigswarter.
Le baron Jules de Koenigswarter rejoint l'armée française à l'aube de la Seconde Guerre mondiale. Après l'Armistice, il regagne Londres, y est présenté au général de Gaulle et s'engage dans les Forces françaises libres le 25 juin 1940.
Passé capitaine au mois d'août suivant, il devient l'adjoint au colonel commandant l'artillerie de l'AEF à Brazzaville. Il est promu chef d'escadron en 1941 et assiste à la campagne de Tunisie en 1943.
Il prend part au débarquement en Italie, puis en Provence en 1944, durant lequel il dirige le débarquement et le rassemblement des unités de la Division sur la plage de Cavalaire. Il participe aux combats à Benfeld en janvier 1945 et est promu lieutenant-colonel, puis colonel.
Après la guerre, il devient diplomate notamment comme conseiller d'ambassade en Norvège et au Mexique. De 1953 à 1957, il est ministre plénipotentiaire aux États-Unis et au Canada. Il est ensuite nommé ambassadeur extraordinaire et plénipotentiaire en Indonésie en 1957, puis au Pérou en 1961. Il termine sa carrière à l'Administration centrale au Ministère des Affaires étrangères.
Jules et Nica de Koenigswarter se séparent en 1951 et divorcent en 1956. Après cette date, Nica de Koenigswarter vit de son côté à New York. Jules de Koenigswarter meurt le 15 février 1995 à Malaga où il est inhumé.

## Décorations
- Commandeur de la Légion d'honneur
- Compagnon de la Libération par décret du 7 août 1945[3]
- Croix de guerre 1939–1945 (3 citations)